# Manaby
株式会社manaby（まなびー）は、宮城県仙台市に本社を置く、障害者福祉事業などを行う会社である。

## 概要
「一人ひとりが自分らしく働ける社会をつくる」をミッションとして掲げ、障害のある方が「自分らしい」働き方を見つけるためのサポートとして、就労移行支援事業「manaby」、就労継続支援B型事業「manaby CREATORS」、オンライン就労支援事業「manaby WORKS」、およびSES事業「manaby TECHNO」を運営。
独自開発のeラーニングを活用したサービス展開を行う。特長は在宅就労を視野に入れたITスキル訓練、創業から在宅による支援を提供していること、ダイアローグ（対話）を重視した個別支援を提供していることなどが挙げられる。

## 事業内容
manaby
障害者総合支援法に基づく就労移行支援事業。身体障害、知的障害、精神障害、発達障害や難病の方を対象に、就労に必要な知識・能力の向上のための訓練、 および就労に関する相談や支援を行う。独自開発のeラーニングを用いた個別訓練を中心に、それぞれのペースでITスキルやセルフケアスキルを学び、支援員とのダイアローグ（対話）を通して自分らしい働き方を探る。
manaby CREATORS
障害者総合支援法に基づく就労継続支援B型事業。身体障害、知的障害、精神障害、発達障害や難病の方を対象に、生産活動の機会提供や就労に必要な知識や能力向上をサポートする。独自開発のeラーニングを用いて、一般就労への移行を踏まえたスキルを学びながら働くことが可能。利用者の作品をWebメディア「novalue」で公開し、企業や個人から制作を受託、工賃へと反映していく仕組みで運営。
manaby WORKS
事業就労移行支援、就労継続支援B型事業所で活用している独自開発のeラーニングを利用できる定額制サービス。長期入院療養中や就労中で障害福祉サービスを利用できない者、遠方でmanaby事業所に通えない者の受け皿としてサービス提供が開始された。キャリアカウンセラーによるカウンセリングサポートがつく。
manaby TECHNO
システムエンジニアリングサービス（SES）事業。

## 事業所一覧

### 就労移行支援
CSP含む
- 宮城県
  - 仙台駅前事業所
  - 長町駅前事業所
  - 泉中央事業所
  - 石巻駅前事業所
  - 古川事業所
- 山形県
  - 山形事業所
- 福島県
  - 福島事業所
  - 郡山駅前事業所
- 埼玉県
  - 大宮事業所
- 茨城県
  - 土浦事業所
- 東京都
  - 秋葉原事業所
  - 駒込駅前事業所
  - 府中駅前事業所
- 神奈川県
  - 鶴見駅前事業所
  - 横浜関内南口事業所
  - 横浜関内駅前事業所
  - 川崎事業所
  - 相模原駅前事業所
  - 本厚木駅前事業所
  - 新横浜駅前事業所
- 千葉県
  - 千葉中央事業所
  - 行徳駅前事業所
  - 船橋駅前事業所
- 愛知県
  - 岡崎事業所
- 大阪府
  - 大阪天王寺事業所
  - 大阪梅田事業所
  - 大阪本町事業所
- 兵庫県
  - 神戸元町事業所
  - 三宮事業所

### 就労継続支援B型事業所
- 宮城県
  - manaby CREATORS 仙台
  - manaby CREATORS 名取駅前
  - manaby CREATORS 泉中央
  - manaby CREATORS 大河原（多機能型）
  - manaby CREATORS 関内

### オンライン学習
- manaby WORKS[4]

## 受賞歴
- 2015年（平成27年） -「第3回ダイムラー・日本財団スタートアップ基金 ビジネスプランコンテスト」グランプリ
- 2017年（平成29年）
  - 「Forbes JAPAN Rising Star Award 2018」25社選出
  - 「東北アクセラレーター2017」[8]共感賞受賞[9]（主催：仙台市、株式会社ゼロワンブースター）
- 2018年（平成30年）-「第21回七十七ニュービジネス助成金」受賞[10]
- 2019年（令和元年）- 仙台市「仙台未来創造企業」認定[11][12]
- 2020年（令和2年）
  - 経済産業省「地域未来牽引企業」選定[13][14]
  - 経済産業省 東北経済産業局「J-Startup TOHOKU」選定[15][16]
  - 「Work Story Award 2020」テーマ部門賞受賞[17][18]